# Canthigaster rostrata
Canthigaster des Caraïbes
Espèce
Statut de conservation UICN

 LC  : Préoccupation mineure
Canthigaster rostrata, communément nommé Canthigaster des Caraïbes, est une espèce de poisson marin de la famille des Tetraodontidae.
Le Canthigaster des Caraïbes est présent dans les eaux tropicales de la partie occidentale de l'Océan Atlantique des côtes de l'état de la Caroline du Sud au Venezuela, incluant au passage l'archipel des Bermudes, la Mer des Caraïbes et le Golfe du Mexique.
Sa taille maximale est de 12 cm.